# Zplnomocněnec ozbrojených sil SRN ve Spolkovém sněmu Spolkové republiky Německo

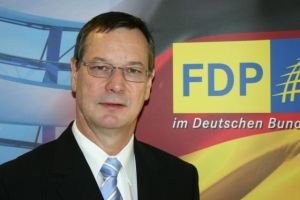
Současný zplnomocněnec ozbrojených sil SRN Hellmut Königshaus

Zplnomocněnec ozbrojených sil SRN ve Spolkovém sněmu Spolkové republiky Německo (německy Wehrbeauftragter des Deutschen Bundestages) je zvláštní institucí zřízenou v roce 1957 k uplatňování demokratické kontroly ozbrojených sil v SRN. Je zakotvena v čl. 45b Základního zákona SRN. Současným zplnomocněncem je od 20. května 2010 Hellmut Königshaus za FDP. Narodil se 28. července 1950 v Berlíně, ženatý, dvě děti.

## Německý model demokratické kontroly ozbrojených sil
Prostřednictvím institutu Zplnomocněnce ozbrojených sil SRN ve Spolkovém sněmu Spolkové republiky Německo německý model demokratické kontroly ozbrojených sil směřuje k tomu, aby Bundeswehr nebyl pouze garantem zajištění bezpečnosti společnosti, ale aby také aktuálně posiloval demokracii. Německé ozbrojené síly mají být zajištěny proti dvěma extrémům. Na jedné straně je to obava z vytvoření „státu“ ve státě, na druhé straně úsilí nedovolit, aby se z armády vytvořila nějaká liberální organizace bez vojenské kázně a účinnosti.
Zplnomocněnec ozbrojených sil SRN ve Spolkovém sněmu SRN je nástrojem Německého spolkového sněmu ke kontrole armády – Bundeswehru. Parlamentní zplnomocněnec působí společně s Německým spolkovým sněmem vůči všem institucím ve vládě a státní správě zabývajícími se státními otázkami vojenské obrany země. Hlavním adresátem kontroly je spolkové ministerstvo obrany a sféra jeho působnosti. Ta sestává z ozbrojených sil (čl. 87a Z Z), správy Bundeswehru (čl. 87b), vojenského duchovního zabezpečení (čl. 140), právní ochrany a vojenského soudnictví (čl.96, odst. 3). Pokud nejsou zřejmé zákonné výhrady – jako např. soudní nezávislost anebo u vojenského duchovního zabezpečení specifika církevního poslání – nachází všude parlamentní kontrola činnosti armády, své opodstatnění a místo. Spadá sem také správa Bundeswehru a celková její činnost, jakož i záležitosti péče o vojáky a civilní zaměstnance vojenské správy i řada dalších otázek souvisejících se životem Bundeswehru.. Lze říci, že obecně se vztahuje rozsah parlamentní kontroly prostřednictvím činnosti zplnomocněnce ozbrojených sil SRN neformálně na veškerou oblast činnosti spolkového ministerstva obrany a materiální zabezpečení obrany země.

### Výroční zpráva
Zplnomocněnec vypracovává každoročně tzv. výroční zprávu, ve které analyzuje situaci ve vojenském vedení a velení, jakož i mezi příslušníky ozbrojených sil. Dokument je schvalován v Německém spolkovém sněmu a poté veřejně publikován. Bez zajímavosti jistě není, že Zplnomocněnec ozbrojených sil Spolkové republiky Německo ve Spolkovém sněmu SRN může (ačkoliv se tak fakticky nikdy nestalo) ve výroční zprávě podat návrh na odvolání Kancléře (!) SRN. tato jemu svěřená kompetence nachází oporu v pohnuté historii především nacistického Německa.

## Koncepce „vnitřního vedení“ Bundeswehru
V této souvislosti nutno zmínit, že ve SRN je důraz kladen na koncepci tzv. „vnitřního vedení“ (innere Führung). Základem pro postavení vojáka v Bundeswehru je model „občana v uniformě“ (občana v zeleném – Bürger im Grún). Toto označení reflektuje a odráží téměř všechny formy „vnitřního vedení“. Koncepce je manifestací politické vůle smíření civilních práv s vojenskými povinnostmi. Bývá často, a logicky, označována za jeden ze základů výstavby a fungování německých Bundeswehru, jako antipod nacistické koncepce vůdcovského principu ve Wehrmachtu..

### Tři pilíře koncepce
- zákonné, politické a etické oprávnění důvodu existence ozbrojených sil a občanské povinnosti vojenské služby,
- integrace celých ozbrojených sil a jejich jednotlivých příslušníků do státu a společnosti, do NATO a ZEU,
- ochota vojáka sloužit z přesvědčení, plnit povinnosti co nejlépe podle svých schopností a být připraven přijmout omezení svých základních práv speciální vojenskou legislativou.

### Respektování důstojnosti a základních práv
„Vnitřní vedení“ na všech úrovních velení má respektovat všechny vojákovy osobnostní rysy, důstojnost a základní práva spolu se zachováním věrohodnosti při realizaci koncepce. Zahrnuje vedle všeobecných závazků k zajišťování blahobytu vojáků zejména konkrétní péči o podřízené. Tento požadavek je velmi citlivý a současně důležitý k porozumění s vojáky. Předpokládá řešit problémy dříve, než přerostou do mnohdy neřešitelné úrovně. Jedním ze základních elementů koncepce „vnitřního vedení“ je politická výchova, která ovšem nesmí být zaměňována za ideologickou indoktrinaci. Důležitou premisí pro dostatečnou operační schopnost ozbrojených sil je vojenská kázeň. Koncepce „vnitřního vedení“ je podpořena Zákonem o vojenské službě a Vojenským trestním kodexem.
Voják Bundeswehru v zásadě požívá stejná civilní práva jako ostatní občané. Pokud příslušníci armády pociťují nějakou křivdu, mohou se odvolat ke Zplnomocněnci ozbrojených sil SRN ve Spolkovém sněmu Spolkové republiky Německo či petičnímu výboru Německého spolkového sněmu anebo příslušnému civilnímu soudu.

## Seznam zplnomocněnců
- 1959–1961: Helmuth von Grolman
- 1961–1964: Hellmuth Heye (CDU)
- 1964–1970: Matthias Hoogen (CDU)
- 1970–1975: Fritz-Rudolf Schultz (FDP)
- 1975–1985: Karl Wilhelm Berkhan (SPD)
- 1985–1990: Willi Weiskirch (CDU)
- 1990–1995: Alfred Biehle (CSU)
- 1995–2000: Claire Marienfeld (CDU)
- 2000–2005: Willfried Penner (SPD)
- 2005–2010: Reinhold Robbe (SPD)
- od 2010: Hellmut Königshaus (FDP)